# Кец (Бихор)
Кец (рум. Cheț) насеље је у Румунији у округу Бихор у општини Маргита. Oпштина се налази на надморској висини од 170 m.

## Становништво
Према подацима из 2002. године у насељу је живело 1145 становника.

### Попис2002.
| Расподела становништва по националности 2002.‍ | Расподела становништва по националности 2002.‍ | Расподела становништва по националности 2002.‍ | Расподела становништва по националности 2002.‍ | Расподела становништва по националности 2002.‍ |
| --------------------------------------------- | --------------------------------------------- | --------------------------------------------- | --------------------------------------------- | --------------------------------------------- |
|                                               |                                               |                                               |                                               |                                               |
| Румуни                                        | Румуни                                        |                                               | 364                                           | 31,9%                                         |
| Мађари                                        | Мађари                                        |                                               | 593                                           | 51,9%                                         |
| Роми                                          | Роми                                          |                                               | 185                                           | 16,2%                                         |